# لي هازن
لي هازن (بالإنجليزية: Lee Hazen)‏ هو لاعب الجسر ‏ ومحامي أمريكي، ولد في 2 أبريل 1904 في نيويورك في الولايات المتحدة، وتوفي في 13 فبراير 1991 في مستشفى ماونت سيناي في الولايات المتحدة.